# Burgstall Unterau
Die Burgstall Unterau befindet sich in dem Markt Essing im niederbayerischen Landkreis Kelheim. Er liegt 300 m südwestlich des Ortsteils Unterau auf einer nach Norden vorstoßenden und leicht abfallenden Landzunge oberhalb des Altmühltales. Die Anlage wird als „Burgstall des Mittelalters“ unter der Aktennummer D-2-7036-0011 im Bayernatlas aufgeführt.

## Beschreibung
Zu der Höhenburganlage führt eine 180 m lange Zufahrt, die über die ganze Länge in die stark abfallende Felswand mit einem Querschnitt von 4 m hineingeschlagen wurde. Der Kernbereich des Burgstalls besteht aus einem ebenen Plateau von 25 m Länge und 20 m Breite. Nach Norden läuft dieses in eine 8 m lange und 5 m breite Geländenase aus. Die Anlage wird auf der Nord- und Nordwestseite und z. T. auch im Osten von steil abfallenden Felswänden geschützt. Im Westen verläuft eine 1 m hohe Böschung, nach Süden ist noch eine 1 m hohe Mauer vorhanden, die als Rest eines Bergfrieds gedeutet wird. Vor der Anlage befindet sich ein 15 × 10 großes Areal. Den westlichen Abschluss bildet hier eine bis zu 2 m hohe, mehrfach aus- und einspringende Mauer aus mächtigen, aber nur aufgeschlichteten Bruchsteinen. Auf der Westseite befindet sich außerhalb der Mauer eine bis zu 1 m hohe Ruine eines 10 × 5 m großen Gebäudes, das zwei Räume besitzt. An die Westseite ist hier ein übergroßer Quader eingebaut. Da ein Halsgraben fehlt, wird die Existenz einer Fortifikationsanlage angezweifelt. Dennoch scheint es zu so zu sein, dass auf dem oberen Plateau die Kernburg mit einem Bergfried lag und dass dazu ein Vorbereich mit einer auf der Westseite bestehenden Zwingermauer existierte.

## Geschichte
Die Anlage wird auf die erste Hälfte des 12. Jahrhunderts datiert. Die Burg wird in keiner schriftlichen Quelle erwähnt. Sie wurde vermutlich zur Überwachung des Altweges von Freising nach Hemau im Altmühltal errichtet.